# Claudia Wallin
Claudia Stephania Wallin (Gothenburg, 23 mei 1987) is een Zweeds oud-schaatsster die gespecialiseerd was op de korte afstanden. In het seizoen 2009-2010 kwam ze uit voor Zweden maar daarna voor Polen. Wallin won verscheidene Zweedse titels, zowel op de spring als in het allroundschaatsen.
Wallin deed ook aan gewichtheffen. In die sport werd zij ook meerdere keren nationaal kampioen in de categorieen tot 48 kg en 52 kg.
Claudia Wallin is een jongere zus van Paulina Wallin die eveneens actief was als schaatsster.

## Persoonlijk records
| Afstand    | Tijd    | Datum            | Baan       |
| ---------- | ------- | ---------------- | ---------- |
| 500 meter  | 39,57   | 21 maart 2009    | Calgary    |
| 1000 meter | 1.19,60 | 21 maart 2009    | Calgary    |
| 1500 meter | 2.09.24 | 5 juli 2008      | Heerenveen |
| 3000 meter | 4.36.17 | 13 december 2009 | Calgary    |